# Columbus Open 1975
Il Columbus Open 1975 è stato un torneo di tennis giocato sulla cemento. È stata la 5ª edizione del Columbus Open, che fa parte del Commercial Union Assurance Grand Prix 1975. Si è giocato a Columbus negli USA, dall'11 al 17 agosto 1975.

## Campioni

### Singolare
Vijay Amritraj ha battuto in finale  Robert Lutz con il punteggio di 6–4, 7–5

### Doppio
Robert Lutz /  Stan Smith hanno battuto in finale  Jürgen Fassbender /  Hans-Jürgen Pohmann con il punteggio di 6–2, 6–7, 6–3